# Пейзаж очима спринтера
«Пейзаж очима спринтера» — радянський художній фільм 1988 року, знятий режисером Шамілем Джапаровим на кіностудії «Киргизфільм».

## Сюжет
Аспірант Тимур Камбаров живе за принципом — ціль виправдовує кошти. Для досягнення особистого добробуту в хід йде все: гроші, знайомства, «дружні» послуги потрібним людям. І, як не дивно, Камбаров ні від кого не одержує відсічі.

## У ролях
- Ульмас Аліходжаєв — Тимур Камбаров
- Тамара Шакірова — Даміра
- Жоробек Аралбаєв — роль другого плану
- Рустам Сагдуллаєв — Чіка
- Чоробек Думанаєв — роль другого плану
- Гульнара Дусматова — Меерім
- Н. Куланов — роль другого плану
- Совєтбек Джумадилов — роль другого плану
- Мухтар Бахтигерєєв — роль другого плану
- Мухтар Найманбаєв — роль другого плану
- Турсун Чокубаєва — роль другого плану
- Азамат Молдабаєв — роль другого плану
- Мурат Мамбетов — роль другого плану
- Т. Садиков — роль другого плану
- Акилбек Мураталієв — роль другого плану
- Гульсара Ажибекова — роль другого плану
- Аксакал Калмирзаєв — роль другого плану
- Бакірдін Алієв — роль другого плану
- Бакит Джаркинбаєв — роль другого плану

## Знімальна група
- Режисер — Шаміль Джапаров
- Сценаристи — Таліп Ібраїмов, Шаміль Джапаров
- Оператор — Віктор Шнайдер
- Композитор — Ігор Кефаліді
- Художник — Темірбек Мусакєєв